# تسرکوینه (توتین)
تسرکوینه (به صربی: Crkvine) یک منطقهٔ مسکونی در صربستان است که در توتین، صربستان واقع شده‌است. تسرکوینه ۱۳۶ نفر جمعیت دارد.